# Окулярник лимонний
Окулярник лимонний (Zosterops anderssoni) — вид горобцеподібних птахів родини окулярникових (Zosteropidae). Мешкає переважно в Південній Африці. Раніше вважався консецифічним з сенегальським окулярником. Вид названий на честь шведського мандрівника Карла Югана Андерссона.

## Підвиди
Виділяють три підвиди:
- Z. a. anderssoni Shelley, 1892 — від східної і південної Анголи і північної Намібії до південно-західної Танзанії, західного Мозамбіку і північних районів ПАР;
- Z. a. tongensis Roberts, 1931 — південний захід Зімбабве, південний Мозамбік і північний схід ПАР;
- Z. a. stierlingi Reichenow, 1899 — східна і південна Танзанія, східна Замбія, Малаві і північний Мозамбік.

## Поширення і екологія
Лимонні окулярники живуть в рідколіссях, тропічних сухих лісах, акацієвих і чагарникових заростях в савані, на плантаціях, в парках і садах.